# بخش ارتیکوک، شهرستان بیگ استون، مینه سوتا
بخش ارتیکوک (به انگلیسی: Artichoke Township) یک منطقهٔ مسکونی در ایالات متحده آمریکا است که در شهرستان بیگ استون، مینه‌سوتا واقع شده‌است.
 بخش ارتیکوک ۹۲٫۱ کیلومتر مربع مساحت و ۸۴ نفر جمعیت دارد و ۳۳۰ متر بالاتر از سطح دریا واقع شده‌است.